# Djuric Winklaar
Djuric Winklaar (Willemstad, 3 januari 1982) is een Nederlands-Curaçaos voormalig profvoetballer die als middenvelder speelde. Hij  speelde negen interlands voor het Nederlands-Antilliaans voetbalelftal.

## Clubstatistieken
| Seizoen                                            | Club              | Competitie             | Duels | Goals |
| -------------------------------------------------- | ----------------- | ---------------------- | ----- | ----- |
| 2001/02                                            | US Lecce          | Serie A                | 0     | 0     |
| 2002/03                                            | US Lecce          | Serie B                | 0     | 0     |
| 2002/03                                            | AS Sora           | Serie C1A              | 4     | 0     |
| 2003/04                                            | US Lecce          | Serie A                | 0     | 0     |
| 2003/04                                            | SPAL 1907 Ferrara | Serie C1B              | 2     | 0     |
| 2004/05                                            | AGOVV Apeldoorn   | Eerste divisie         | 27    | 0     |
| 2005/06                                            | AGOVV Apeldoorn   | Eerste divisie         | 17    | 1     |
| 2006/07                                            | AFC Quick 1890    | Derde klasse           |       |       |
| 2007/08                                            | AFC Quick 1890    | Derde klasse           |       |       |
| 2008/09                                            | AFC Quick 1890    | Derde klasse           |       |       |
| 2009/10                                            | SV Geinoord       | Eerste klasse          |       |       |
| 2010/11                                            | Veensche Boys     | Eerste klasse          |       |       |
| 2011/12                                            | FC Breukelen      | Eerste klasse          |       |       |
| 2012/13                                            | FC Breukelen      | Eerste klasse          |       |       |
| 2013/14                                            | FC Breukelen      | Eerste klasse          |       |       |
| 2014/15                                            | FC Breukelen      | Zaterdag Hoofdklasse A |       |       |
| Totaal                                             | Totaal            | Totaal                 | 50    | 1     |
| Tabel voor het laatst bijgewerkt op 15 maart 2019. |                   |                        |       |       |